# Alexander Wassiljewitsch Schottmann

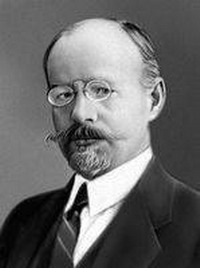
Alexander Schottmann

Alexander Wassiljewitsch Schottmann (russisch Алекса́ндр Васи́льевич Шо́тман; * 25. Augustjul. / 6. September 1880greg. bei Sankt Petersburg; † 30. September 1937 in Moskau) war ein russischer Revolutionär finnischer Herkunft.
Schottmann war ab 1899 Mitglied der russischen Sozialdemokratie. 1913 wurde er in Jekaterinoslaw verhaftet und für drei Jahre verbannt. Lenin schickte ihn im August 1917 nach Helsinki und nahm ihn in das Zentralkomitee der Bolschewiki auf. Nach der Oktoberrevolution wurde er stellvertretender Volkskommissar für Post- und Telegrafiewesen. 1924 war er Sargträger bei Lenins Beerdigung.
Alexander Schottmann fiel 1937 den Stalinschen Säuberungen zum Opfer.

## Werke
- Wie der Funke zur Flamme wurde; Aufzeichnungen eines alten Bolschewiken. 1935